# Joint Light Tactical Vehicle
Joint Light Tactical Vehicle (JLTV) (česky společné lehké taktické vozidlo) je víceúčelové lehké terénní obrněné vozidlo vyvíjené pro americkou armádu výrobcem nákladních a obrněných automobilů Oshkosh Corporation jako náhrada vozidel HMMWV. Americká armáda plánuje odebrání 49 100 vozidel JLTV a americká námořní pěchota dalších 5500 vozidel.

## Vývoj

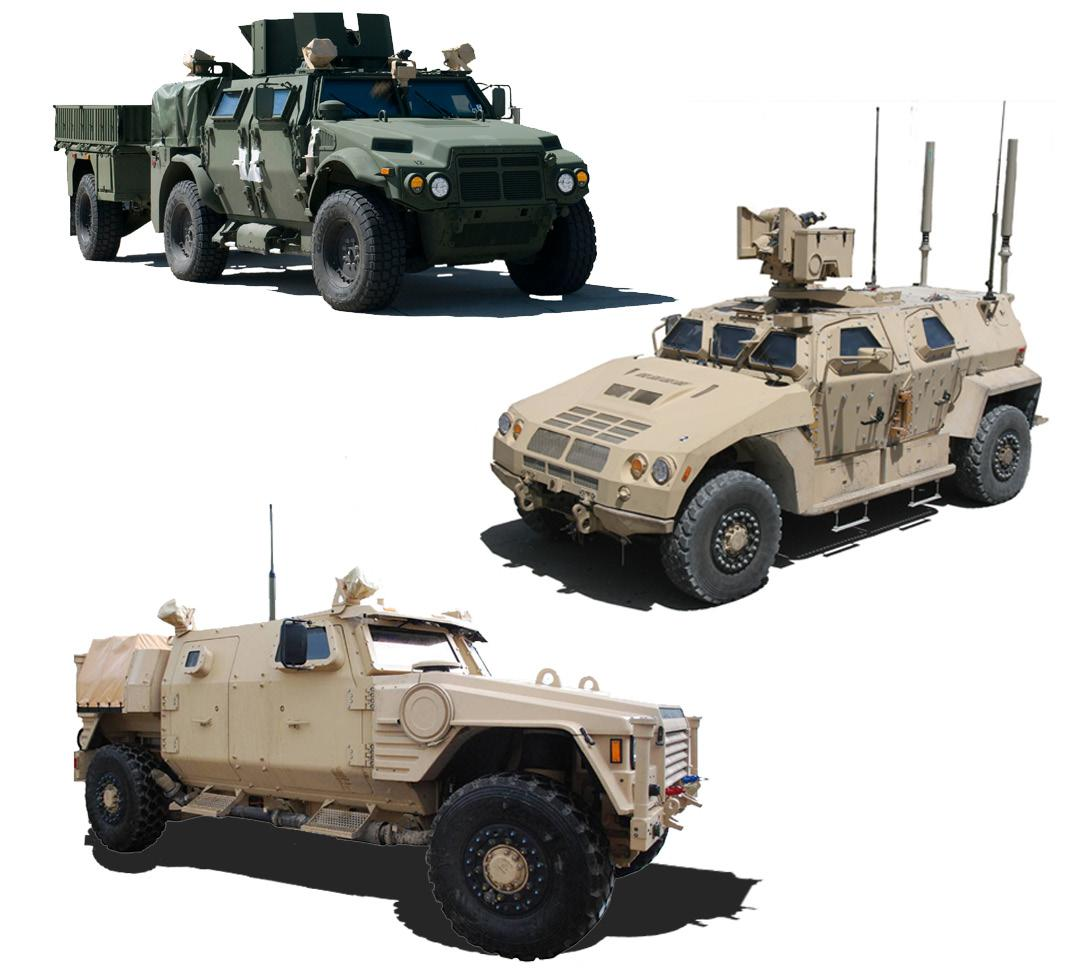
Neúspěšní účastníci soutěže JLTV (shora): AM General BRV-O, BAE Systems Valanx a Lockheed Martin JLTV

Do užšího výběru se dostala vozidla společností Oshkosh (L-ATV), AM General a Lockheed Martin. V srpnu 2015 byl vítězem programu JLTV zvoleno vozidlo Oshkosh. Zároveň bylo pro americkou armádu a námořní pěchotu objednáno prvních 16 901 vozidel počáteční výrobní produkce a plné výrobní produkce (od roku 2018), které mají být dodány do osmi let (zakázka má hodnotu 6,7 miliard dolarů). První armádní jednotka vozidla převezme roku 2018, námořní pěchota dostane první vozidla roku 2022. Dodávky pro námořní pěchotu mají pokračovat do roku 2022 a pro armádu až do roku 2040.

## MADIS

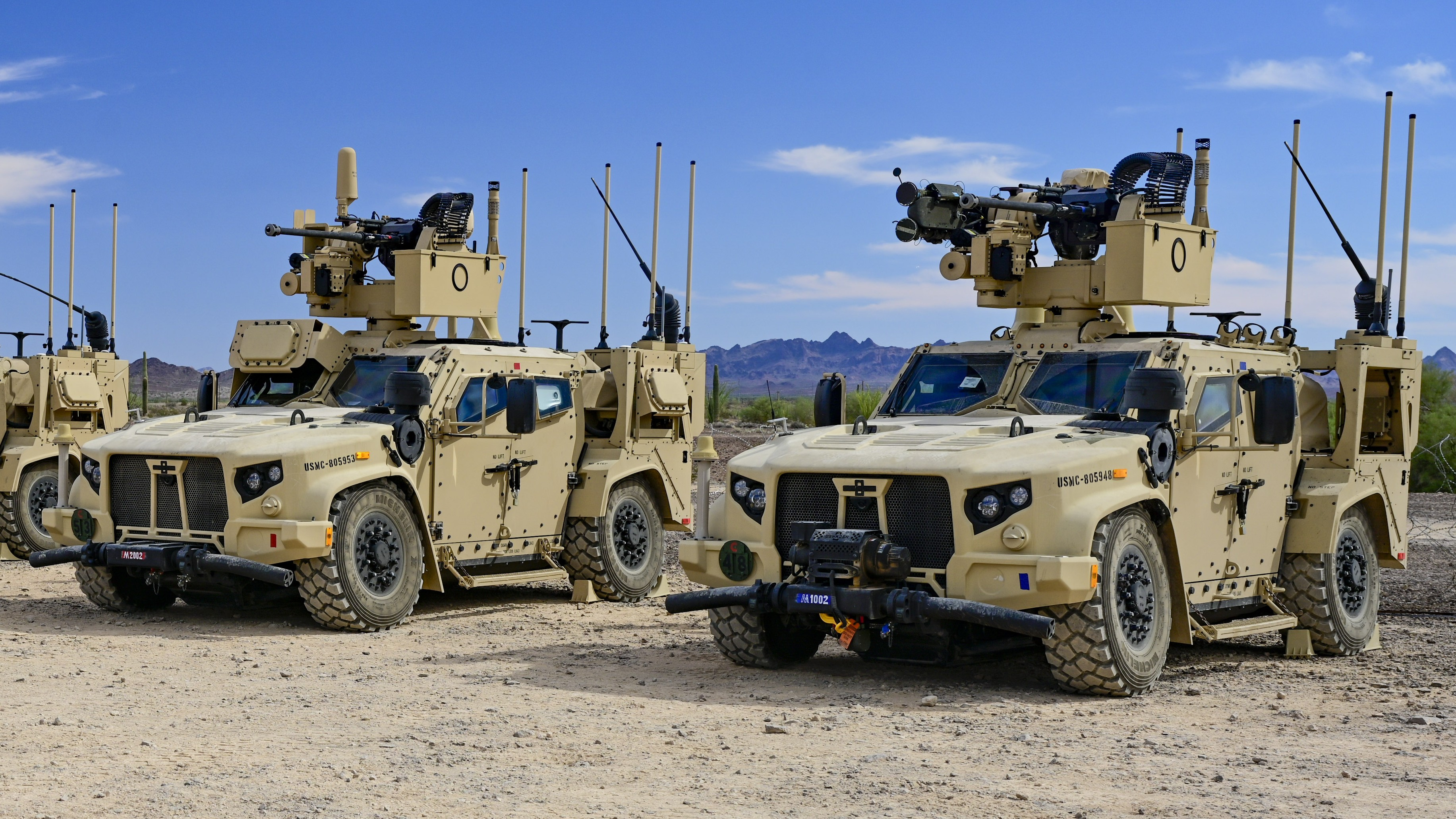
Dvojice vozidel systému MADIS. Vlevo velitelské Mk.2 a vpravo bojové Mk.1.

Roku 2025 americká námořní pěchota zavedla systém protivzdušné obrany MADIS (Marine Air Defense Integrated System), využívající platformu JLTV. Byla tím zacelena mezera ve schopnostech vzniklá vyřazením systémů M1097 Avenger roku 2000. Základní jednotku tvoří bojové vozidlo Mk.1 a velitelské vozidlo Mk.2. Baterie obsahuje více těchto dvojic. Vozidlo Mk.1 nese věž vyzbrojenou 30mm kanónem, dvojicí řízených střel Stinger a systémem elektronického boje. Vozidlo Mk.2 nese věž s 30mm kanónem a radarem RPS-42 od společnosti RADA Electronic Industries.

## Uživatelé

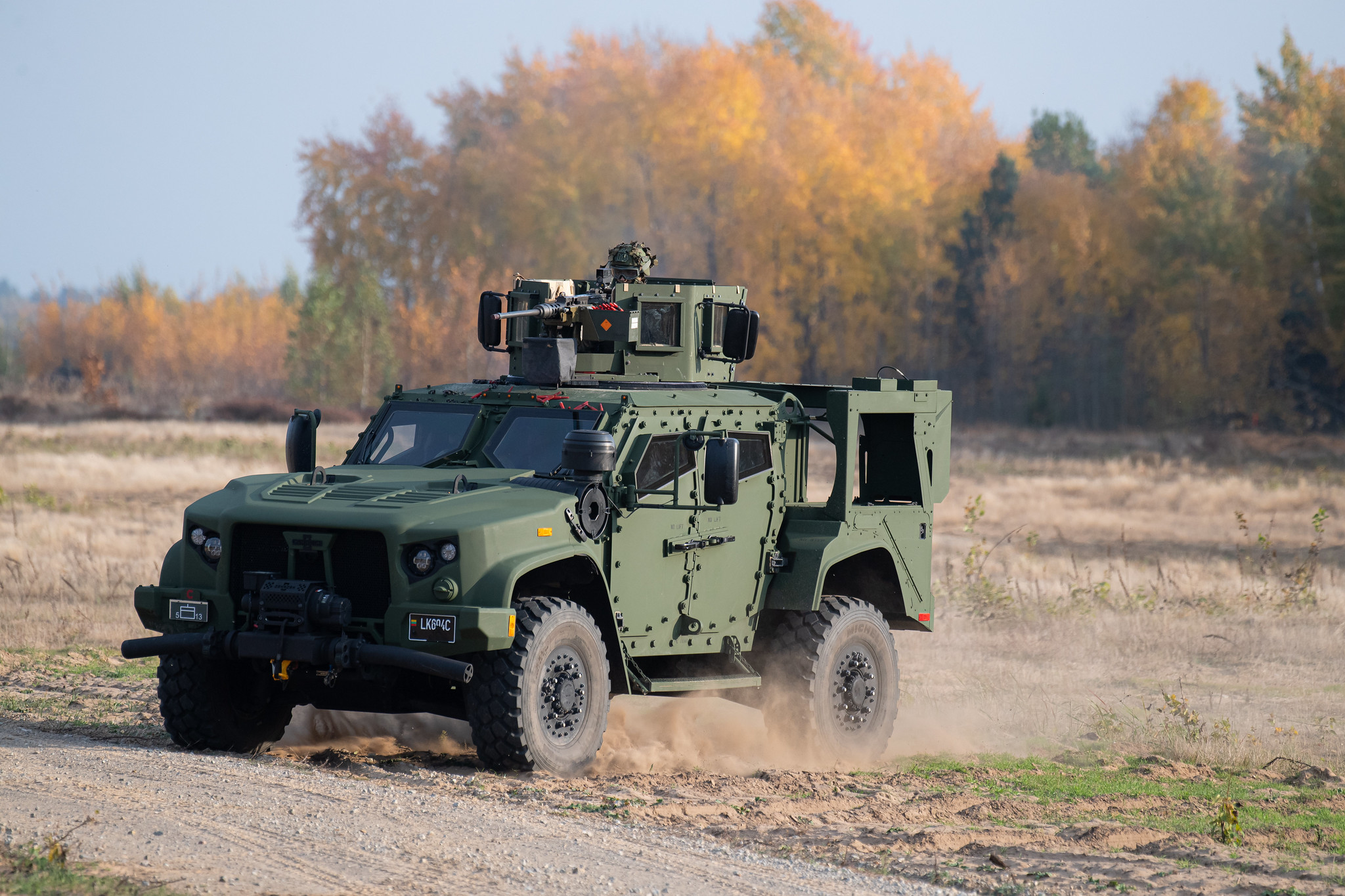
Litevské vozidlo JLTV

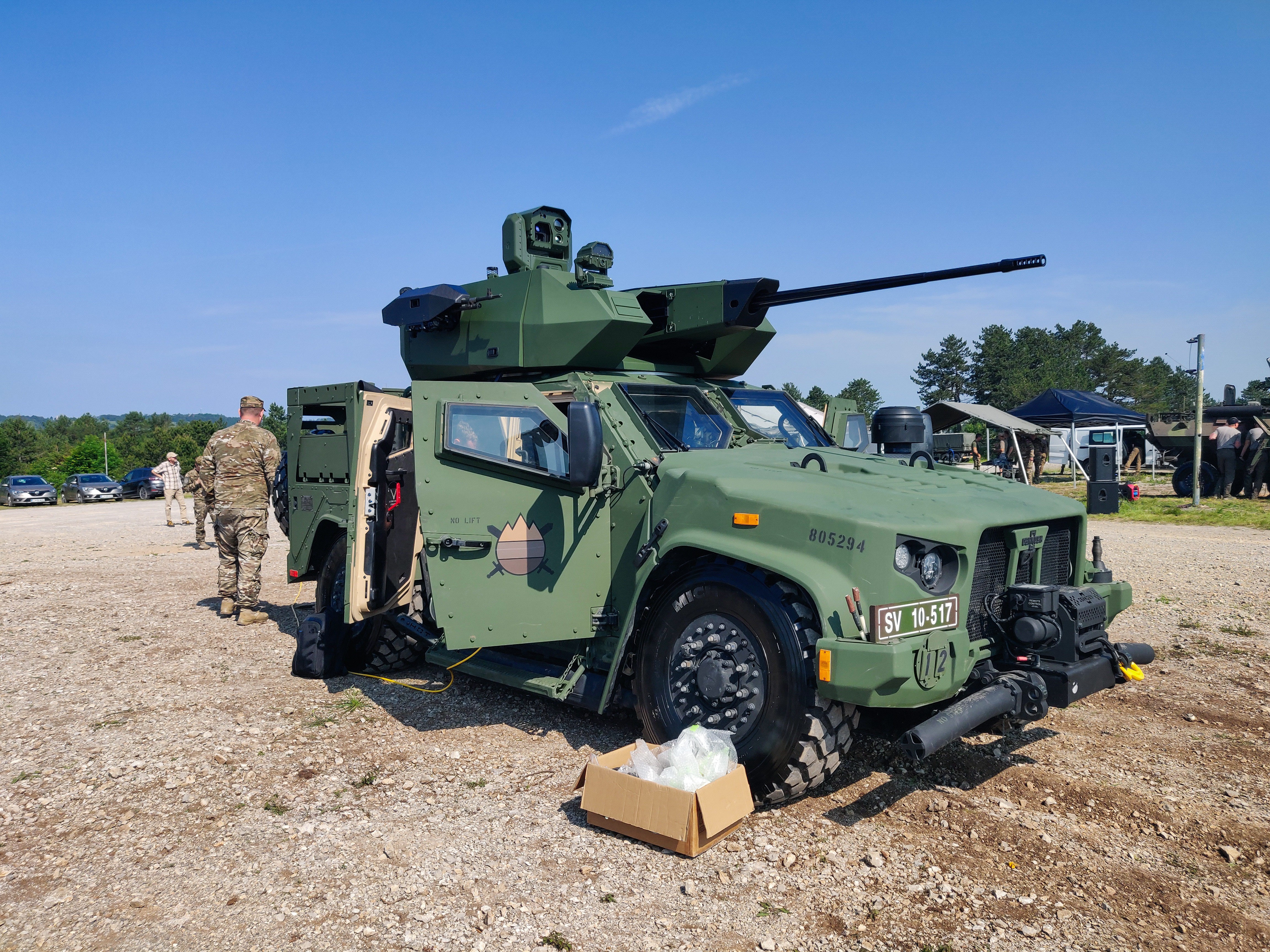
Slovinské vozidlo JLTV s bojovým modulem Mangart 25 s 25mm automatickým kanonem

### Současní
- Belgie - v září 2020 belgická vláda schválila nákup 322 JLTV, které mají ve službě po roce 2023 nahrazovat Iveco LMV
- Brazílie - v říjnu 2020 objednáno 12 kusů pro námořní pěchotu
- Černá Hora - v roce 2019 objednáno 67 vozidel, prvních dvacet dodáno o rok později
- Litva - v listopadu 2019 došlo k podepsání smlouvy o dodání 200 vozidel; v srpnu 2021 dodáno prvních 50
- Severní Makedonie - měla by obdržet 33 JLTV
- Slovinsko - ve službě se od roku 2021 nachází 38 vozidel, slovinská vláda později oznámila záměr objednat 37 dalších
- USA
  - Armáda Spojených států amerických - zhruba 49 000 kusů
  - Letectvo Spojených států amerických - cca 2000
  - Námořnictvo Spojených států amerických - cca 400
  - Námořní pěchota Spojených států amerických - cca 16 000

### Potenciální
- Portugalsko
- Spojené království - požadováno celkem 821 vozidel pro armádu a mariňáky
- Slovensko - V červenci 2023 slovenské ministerstvo obrany oznámilo nákup 160 vozidel JLTV.